# 桂南木莲
桂南木莲（学名：Manglietia chingii）为木兰科木莲属下的一个种。

## 扩展阅读
- 維基物種上的相關：桂南木莲